# Dodecatheon pulchellum
Додекатеон  гарний (Dodecatheon pulchellum) — вид рослини родини первоцвітові.

## Назва
Назва роду Dodecatheon означає 12 богів по кількості квіток у суцвітті рослини.
В англійській мові має назву «темно-горлова падаюча зірка» (англ. dark-throat shooting star).

## Будова
Має кореневище, з якого виростає стебло та сіро-зелені прикореневі листя у формі розетки. Листя ременеподібне, звужене до черешка, 5-20 см довжини, хвилястим краєм. На квітконіжці у суцвіттях з'являються яскраві квіти. Віночек зрощений при основі у трубу далі розпадається на окремі пелюстки. Рослина має довгий період цвітіння від весни до кінця літа. 

## Поширення та середовище існування
Зростає у вологих луках Західної Північної Америки від Аляски до Мексики.

## Практичне використання
Вирощується як декоративна рослина.

## Галерея

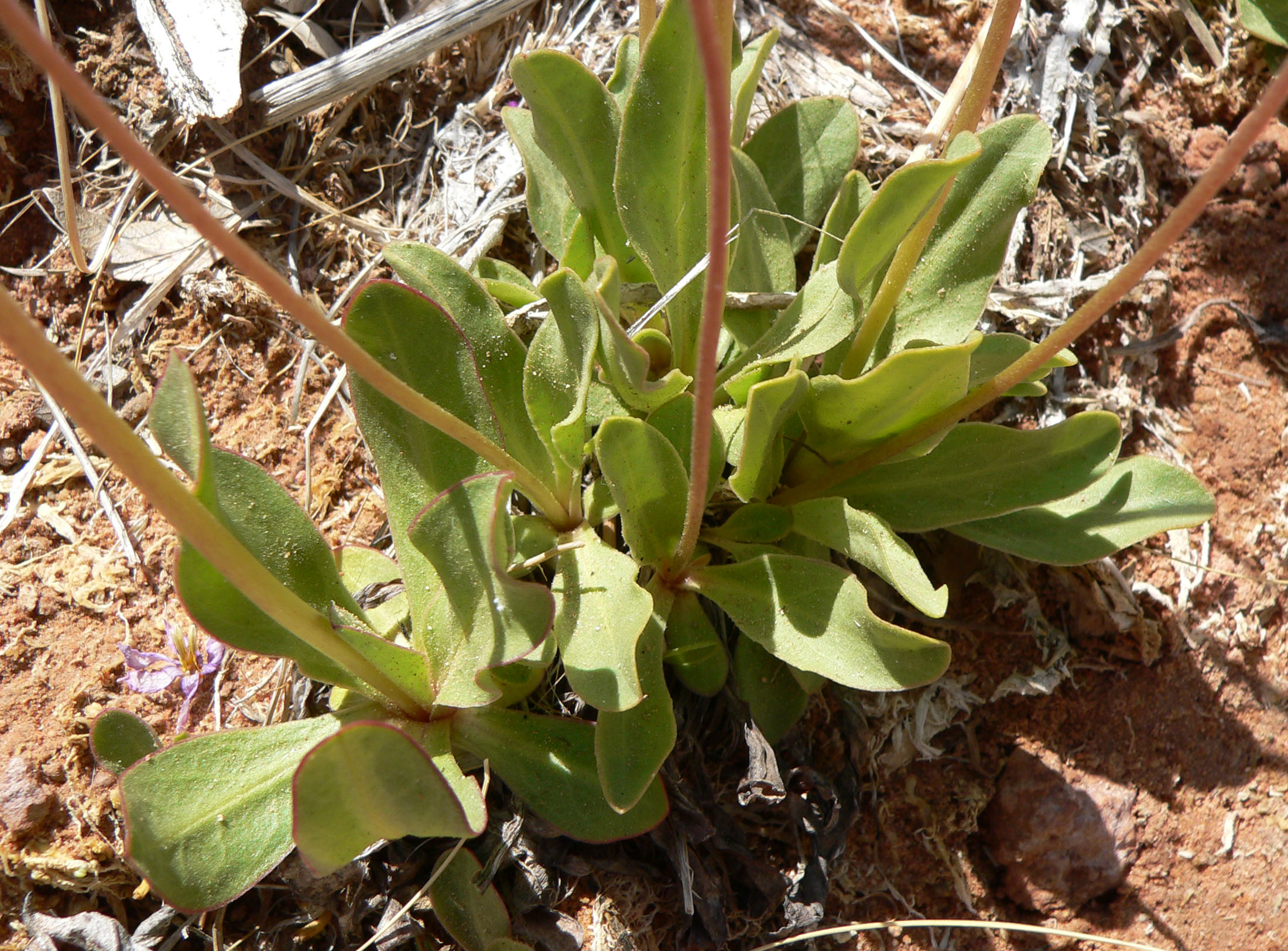
Прикоренева розетка
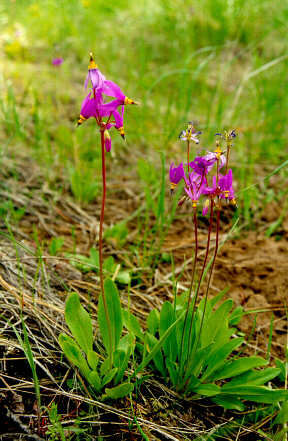
Загальний вид рослини
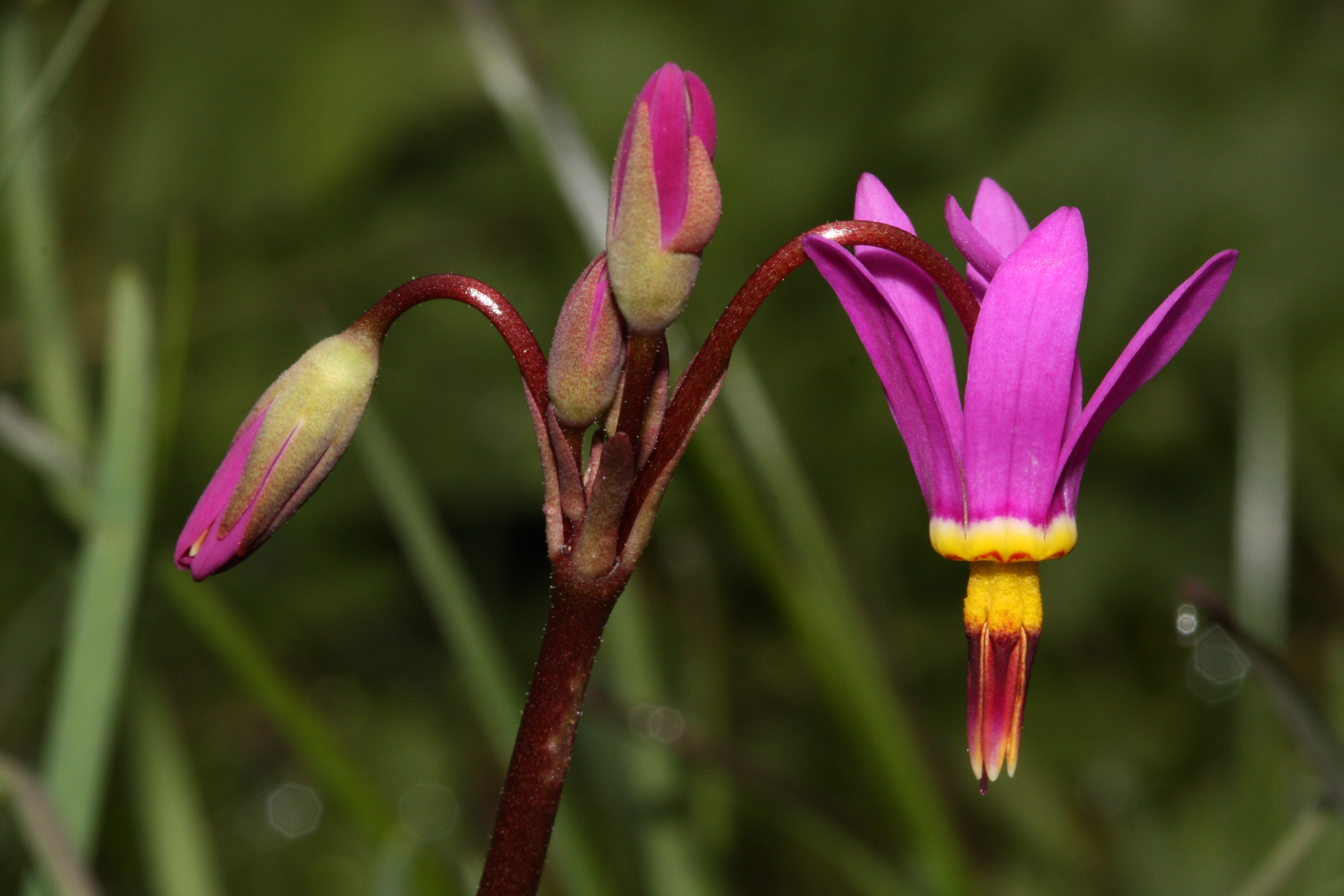
Суцвіття